# Шумилишский, Михаил Абрамович
Михаил Абрамович Шумилишский (8 июля 1892 года, Вильно, Виленская губерния, Российская империя — 28 декабря 1937, Челябинск, РСФСР) — советский государственный деятель, и. о. председателя Челябинского облисполкома (1937). Расстрелян в 1937 году, реабилитирован посмертно. 

## Биография
Член РСДРП (б) с июля 1917 г.
В 1916—1917 гг. учился на медицинском факультете Московского университета, но его не окончил. В мае-ноябре 1917 г. — секретарь рабочей группы Московского городского продовольственного комитета. Затем до мая 1919 года заведовал отделом предметов ширпотреба продовольственного отдела исполнительного комитета Московского городского совета депутатов.
Участник Гражданской войны. В 1919—1921 гг. служил в РККА: начальник снабжения 12-й дивизии 8-й армии; начальник снабжения Кавтрудармии.
- январь-май 1921 г. — член коллегии, работник отдела управления исполнительного комитета Московского городского совета депутатов,
- 1921—1923 гг. — помощник Челябинского губернского комиссара по продовольствию,
- 1923—1929 гг. — член правления Трансекции Центросоюза,
- 1929—1934 гг. — заместитель председателя правления Московского потребительского общества,
- 1934—1935 гг. — председатель правления Челябоблпотребсоюза, член обкома ВКП(б),
- 1935—1937 гг. — заместитель председателя исполнительного комитета Челябинского областного Совета,
- май-июль 1935 г. — и. о. председателя исполнительного комитета Челябинского областного совета.

В октябре 1937 г. был арестован. В конце декабря 1937 г. выездной сессией Военной коллегии Верховного суда СССР был приговорен к расстрелу. Посмертно реабилитирован в 1956 г.